# 死せるキリストの哀悼 (ベッリーニ)
『死せるキリストの哀悼』（しせるキリストのあいとう、伊: Compianto sul Cristo morto、英: Lamentation over the Dead Christ）は、初期イタリア・ルネサンスのヴェネツィア派の巨匠ジョヴァンニ・ベッリーニが1500年ごろ、板上にテンペラで制作した絵画である。十字架から降ろされたイエス・キリストを聖母マリアと福音記者ヨハネが支えるという主題は、ベッリーニが生涯で何度も取り上げたものである。作品は、おそらく画家の助手の協力で制作された。現在、フィレンツェのウフィツィ美術館に所蔵されている。

## 歴史
批評家たちは、一般に本作が15世紀と16世紀の変わり目ごろのベッリーニの画業の絶頂期に制作されたとすることで合意している。ウフィツィ美術館では制作年を1485-1495年ごろとしている。
本作は、ヴェネツィア共和国のドージェ (統領) であったアルヴィーゼ・ジョヴァンニ・モチェニーゴ (Alvise Giovanni Mocenigo) から、金と宝石で装飾された貴石細工の嗅ぎタバコ入れへの返礼としてフェルディナンド3世 (トスカーナ大公)  に贈られた。後の1798年10月22日に、フェルディナンド3世はこのテンペラ画をウフィツィ美術館に譲渡し、現在も美術館に所蔵されている。

## 作品
本作がモノクロームであることは非常に興味深く、準備素描である印象を与えており、本作を未完成作であると考える研究者もいる。実際、16世紀のヴェネツィアの学者パオロ・ピーノ (Paolo Pino) によれば、ジョヴァンニ・ベッリーニは注意深く制作された習作を描き、後に色彩を加えたという。作品が未完成であるのは、ベッリーニの工房の参考図例として、あるいは完成させる作品の下絵として意図されたからかもしれない。
『死せるキリストの哀悼』はキアロスクーロで描かれており、板上に彩色された絵画のような視覚的イメージを示している。モノクロームのスケッチであるにもかかわらず、高度な作意を表し、板には下塗りがされていないものの、代わりに絵具の層が見られる。ヴェネツィア派といえば色彩を連想させるが、この作品は、ジョヴァンニ・ベッリーニが父ヤーコポ・ベッリーニ同様、熟練した素描画家であったことを物語っている。

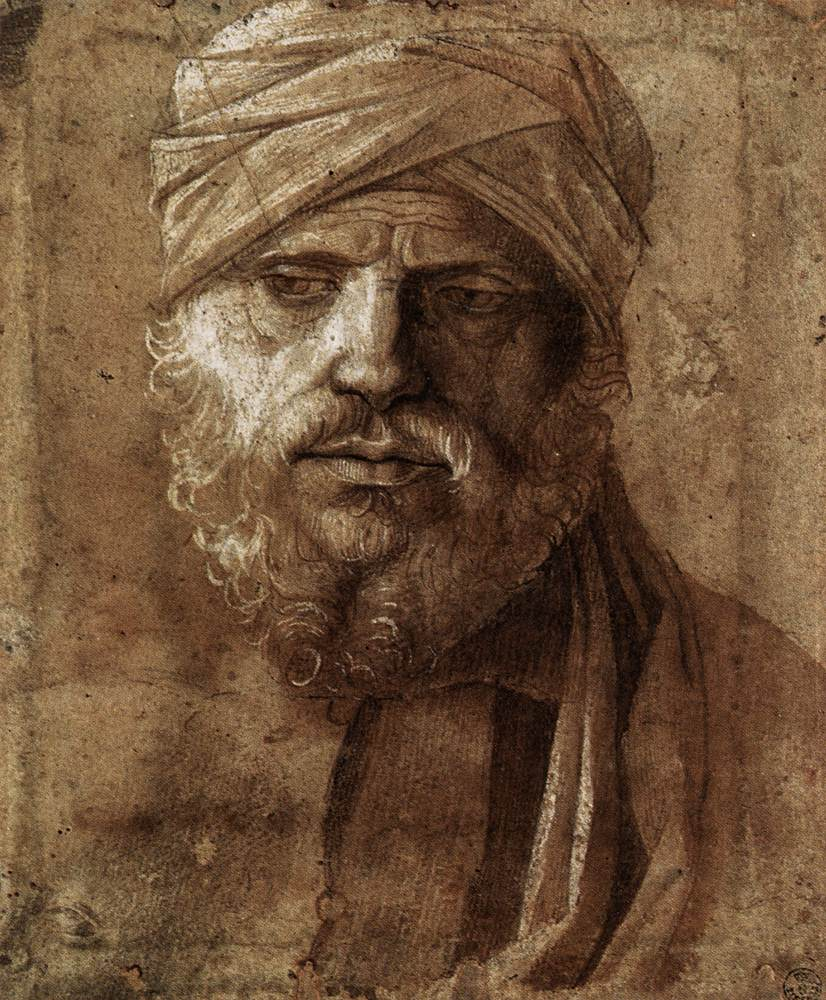
ニコデモの人物像のための習作

ほかのベッリーニの『キリストの哀悼』の構図に比べて、本作はより多くの人物像で埋められている。死せるイエス・キリストは絵画の中央に座している。かれは傍らで感情を表している聖母マリアと福音記者聖ヨハネに支えられている。左側にはマグダラのマリアとアリマタヤのヨセフが認められる。上部には、3人の人物が微かに描かれている。少女、禿頭の髭を生やした男、長い髭のある年配の修道士ニコデモである。このニコデモの人物像のための習作がウフィツィ美術館の素描・版画部門に所蔵されている。なお、ウフィツィ美術館では、この人物をニコデモとせず、単なる修道士としており、キリストの物語に修道士を加えるというのは時代錯誤的で、絵画が個人の瞑想用の性格を持つものであるとみなしている
。
前面短縮法で描かれたキリストの突き出た膝は、絵画が鑑賞者から切り離されているという幻想を破っている。